# Glenn Tryon

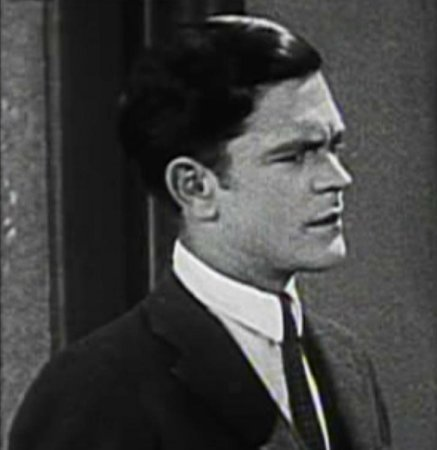
Glenn Tryon in Smithy (1924)

Glenn Tryon (* 2. August 1898 in Juliaetta, Idaho als Glenn Monroe Kunkel; † 18. April 1970 in Orlando, Florida) war ein US-amerikanischer Schauspieler, Filmregisseur, Drehbuchautor und Filmproduzent.

## Leben und Karriere
Glenn Tryon stand bereits ab dem Alter von zehn Jahren auf der Bühne, unter anderem in Theaterstücken und Vaudeville-Shows. Sein Filmdebüt machte er 1923 in der Rolle eines Reporters neben Charley Chase in Her Dangerous Path. 1924 wurde Filmproduzent Hal Roach auf Tryon aufmerksam, da er nach dem Weggang seines Stars Harold Lloyd einen neuen Hauptdarsteller für seine Filmkomödien suchte, der komisch und zugleich gutaussehend sein sollte. Die Wahl fiel auf Tryon, der in den folgenden Jahren Star einiger Kurzfilm-Komödien von Roach war, wobei er in Nebenrollen von bekannten Komikern wie Stan Laurel, Oliver Hardy und James Finlayson unterstützt wurde. Laurel und Hardy hatten als Nebendarsteller einen ihrer ersten gemeinsamen Filmauftritte in der Glynn-Tryon-Komödie Diese Dame ist ein Kerl von 1926. An die Popularität von Harold Lloyd und seinen Filmen konnte Tryon nicht heranreichen, dennoch brachten die Roach-Filme ihm Bekanntheit ein.
Gegen Ende der 1920er-Jahre wandte sich Tryon zunehmend ernsteren Rollen zu, wobei vor allem seine Hauptrolle eines vereinsamten jungen Fabrikarbeiters im Liebesdrama Zwei junge Herzen (1928) von Paul Fejos heraussticht. Dieser Film gilt als Tryons größter schauspielerischer Erfolg. Ein Jahr später spielte er erneut unter der Regie von Fejos im frühen Tonfilm-Musical Broadway, diesmal in der Rolle eines Berufstänzers. Bald danach ließ sein Erfolg zusehends nach und Tryon fand sich in den frühen 1930er-Jahren vor allem in B-Movies wieder.
Tryon wechselte schließlich hinter die Kamera und wurde Regisseur, Drehbuchautor und Produzent. Als Drehbuchautor schrieb er vor allem für Komödien, unter anderem bei Laurel und Hardy (Die Wüstensöhne) und den Marx Brothers (Room Service). Als Regisseur war Tryon für elf Filme zwischen 1934 und 1949 verantwortlich, von denen fast alle B-Movies waren. Als Regisseur des Henry-Fonda-Films Zigeunerprinzessin wurde er 1937 während der Dreharbeiten gefeuert und durch Harold D. Schuster ersetzt. Anfang der 1940er-Jahre arbeitete Tryon für Universal Pictures als Produzent einer Reihe von Komödien, unter anderem bei zwei Filmen des beliebten Komikerduos Abbott und Costello. 1942 zog es ihn nochmals zurück zu Hal Roach, wo er unter anderem Regisseur und Produzent der Anti-Nazi-Komödie That Nazty Nuisance mit Bobby Watson in der Hauptrolle des veralbert dargestellten Hitlers war. Gelegentlich stand Tryon auch noch in späteren Jahren für Schauspielrollen vor der Kamera, zuletzt 1951 in Home Town Story an der Seite von Jeffrey Lynn und Donald Crisp. In den 1950er-Jahren zog er sich aus dem Filmgeschäft zurück.
1924 heiratete er die Schauspielerin Lillian Hall (1896–1959), die Ehe wurde geschieden. Von 1942 bis 1947 war er mit der Schauspielerin Jane Frazee (1918–1985) verheiratet, die auch in dem von ihm produzierten Film In der Hölle ist der Teufel los! auftrat. Aus dieser Ehe hatte er einen Sohn namens Timothy.

## Filmografie (Auswahl)
Als Schauspieler (Auswahl)
- 1923: Her Dangerous Path
- 1923: The Soilers
- 1924: Smithy
- 1926: Along Came Auntie
- 1926: Diese Dame ist ein Kerl (45 Minutes from Hollywood)
- 1927: Die ersten langen Hosen (Long Pants)
- 1927: Der Held des Tages (A Hero for a Night)
- 1928: Der Überfall in der Silberschlucht (The Denver Dude)
- 1928: Zwei junge Herzen (Lonesome)
- 1929: Broadway
- 1930: Der Jazzkönig (King of Jazz)
- 1932: Tangled Destinies
- 1945: George White’s Scandals
- 1947: Mädchen für Hollywood (Variety Girl)
- 1951: Home Town Story

Als Drehbuchautor (Auswahl)
- 1933: Rafter Romance
- 1933: Die Wüstensöhne (Sons of the Desert)
- 1934: The Richest Girl in the World
- 1935: Roberta
- 1938: Room Service
- 1947: Messenger of Peace

Als Regisseur
- 1934: Gridiron Flash
- 1936: Easy to Take
- 1937: Small Town Boy
- 1937: Zigeunerprinzessin (Wings of the Morning)
- 1938: The Law West of Tombstone
- 1938: Two in Revolt
- 1939: Beauty for the Asking
- 1941: Double Date
- 1943: That Nazty Nuisance
- 1944: Meet Miss Bobby Socks
- 1949: Miss Mink of 1949

Als Produzent (Auswahl)
- 1941: Keep ’Em Flying
- 1941: Vorsicht Gespenster! (Hold That Ghost)
- 1941: In der Hölle ist der Teufel los! (Hellzapoppin’)
- 1942: The Devil with Hitler